# Fußball-Europameisterschaft 2000/Gruppe A
| Pl. | Land        | Sp. | S | U | N | Tore    | Diff. | Punkte |
| --- | ----------- | --- | - | - | - | ------- | ----- | ------ |
| 1.  | Portugal    | 3   | 3 | 0 | 0 | 007:200 | +5    | 09     |
| 2.  | Rumänien    | 3   | 1 | 1 | 1 | 004:400 | ±0    | 04     |
| 3.  | England     | 3   | 1 | 0 | 2 | 005:600 | −1    | 03     |
| 4.  | Deutschland | 3   | 0 | 1 | 2 | 001:500 | −4    | 01     |

## Deutschland – Rumänien 1:1 (1:1)
| Deutschland                                                      | Deutschland | Rumänien | Rumänien |
| ---------------------------------------------------------------- | --- | --- | -------- |
| Deutschland                                                      | \| 1. Spieltag \| \| 12. Juni 2000 um 18:00 Uhr in Lüttich (Maurice-Dufrasne-Stadion) \| \| Zuschauer: 30.000 \| \| Schiedsrichter: Kim Milton Nielsen ( Dänemark) \| \| Spielbericht \|                                                                        | \| 1. Spieltag \| \| 12. Juni 2000 um 18:00 Uhr in Lüttich (Maurice-Dufrasne-Stadion) \| \| Zuschauer: 30.000 \| \| Schiedsrichter: Kim Milton Nielsen ( Dänemark) \| \| Spielbericht \|                                                                                    | Rumänien |
| Deutschland                                                      | Oliver Kahn – Thomas Linke (46. Marko Rehmer), Lothar Matthäus (78. Sebastian Deisler), Jens Nowotny – Markus Babbel, Thomas Häßler (73. Dietmar Hamann), Jens Jeremies, Christian Ziege – Mehmet Scholl – Oliver Bierhoff , Paulo Rink Teamchef: Erich Ribbeck | Bogdan Stelea – Gheorghe Popescu – Dan Petrescu (69. Cosmin Contra), Liviu Ciobotariu, Iulian Filipescu, Cristian Chivu – Constantin Gâlcă, Dorinel Munteanu – Gheorghe Hagi (73. Adrian Mutu) – Viorel Moldovan (85. Ioan Lupescu), Adrian Ilie Cheftrainer: Emerich Jenei | Rumänien |
| Deutschland                                                      | 1:1 Scholl (28.) | 0:1 Moldovan (5.) | Rumänien |
| Deutschland                                                      | Hagi, Ilie | | Rumänien |
| 1. Spieltag                                                      | | |          |
| 12. Juni 2000 um 18:00 Uhr in Lüttich (Maurice-Dufrasne-Stadion) | | |          |
| Zuschauer: 30.000                                                | | |          |
| Schiedsrichter: Kim Milton Nielsen ( Dänemark)                   | | |          |
| Spielbericht                                                     | | |          |

## Portugal – England 3:2 (2:2)
| Portugal                                              | Portugal | England | England |
| ----------------------------------------------------- | --- | --- | ------- |
| Portugal                                              | \| 1. Spieltag \| \| 12. Juni 2000 um 20:45 Uhr in Eindhoven (PSV Stadion) \| \| Zuschauer: 31.500 \| \| Schiedsrichter: Anders Frisk ( Schweden) \| \| Spielbericht \|                                                    | \| 1. Spieltag \| \| 12. Juni 2000 um 20:45 Uhr in Eindhoven (PSV Stadion) \| \| Zuschauer: 31.500 \| \| Schiedsrichter: Anders Frisk ( Schweden) \| \| Spielbericht \|                                                                       | England |
| Portugal                                              | Vítor Baía – Abel Xavier, Jorge Costa, Fernando Couto, Dimas – Paulo Bento, Luís Vidigal – Luís Figo, Rui Costa (85. Beto), João Pinto (75. Sérgio Conceição) – Nuno Gomes (89. Nuno Capucho) Cheftrainer: Humberto Coelho | David Seaman – Gary Neville, Tony Adams (82. Martin Keown), Sol Campbell, Phil Neville – David Beckham, Paul Ince, Paul Scholes, Steve McManaman (58. Dennis Wise) – Alan Shearer , Michael Owen (46. Emile Heskey) Cheftrainer: Kevin Keegan | England |
| Portugal                                              | 1:2 Figo (22.) 2:2 João Pinto (37.) 3:2 Nuno Gomes (59.) | 0:1 Scholes (3.) 0:2 McManaman (18.) | England |
| Portugal                                              | Vítor Baía | Ince | England |
| 1. Spieltag                                           | | |         |
| 12. Juni 2000 um 20:45 Uhr in Eindhoven (PSV Stadion) | | |         |
| Zuschauer: 31.500                                     | | |         |
| Schiedsrichter: Anders Frisk ( Schweden)              | | |         |
| Spielbericht                                          | | |         |

## Rumänien – Portugal 0:1 (0:0)
| Rumänien                                          | Rumänien | Portugal | Portugal |
| ------------------------------------------------- | --- | --- | -------- |
| Rumänien                                          | \| 2. Spieltag \| \| 17. Juni 2000 um 18:00 Uhr in Arnheim (GelreDome) \| \| Zuschauer: 21.000 \| \| Schiedsrichter: Gilles Veissière ( Frankreich) \| \| Spielbericht \| | \| 2. Spieltag \| \| 17. Juni 2000 um 18:00 Uhr in Arnheim (GelreDome) \| \| Zuschauer: 21.000 \| \| Schiedsrichter: Gilles Veissière ( Frankreich) \| \| Spielbericht \|                                                                | Portugal |
| Rumänien                                          | Bogdan Stelea – Cosmin Contra, Gheorghe Popescu, Iulian Filipescu, Cristian Chivu – Dan Petrescu (64. Florentin Petre), Constantin Gâlcă, Dorinel Munteanu – Gheorghe Hagi – Viorel Moldovan (69. Ioan Viorel Ganea), Adrian Ilie (78. Laurențiu Roșu) Cheftrainer: Emerich Jenei | Vítor Baía – Carlos Secretário, Jorge Costa, Fernando Couto, Dimas – Paulo Bento, Luís Vidigal – Luís Figo, Rui Costa (87. Costinha), João Pinto (56. Sérgio Conceição) – Nuno Gomes (56. Ricardo Sá Pinto) Cheftrainer: Humberto Coelho | Portugal |
| Rumänien                                          | 0:1 Costinha (90.+4') | | Portugal |
| Rumänien                                          | Petrescu, Hagi (2./gesperrt) | Figo | Portugal |
| 2. Spieltag                                       | | |          |
| 17. Juni 2000 um 18:00 Uhr in Arnheim (GelreDome) | | |          |
| Zuschauer: 21.000                                 | | |          |
| Schiedsrichter: Gilles Veissière ( Frankreich)    | | |          |
| Spielbericht                                      | | |          |

## England – Deutschland 1:0 (0:0)
| England                                                              | England | Deutschland | Deutschland |
| -------------------------------------------------------------------- | --- | --- | ----------- |
| England                                                              | \| 2. Spieltag \| \| 17. Juni 2000 um 20:45 Uhr in Charleroi (Stade du Pays de Charleroi) \| \| Zuschauer: 27.700 \| \| Schiedsrichter: Pierluigi Collina ( Italien) \| \| Spielbericht \|                                 | \| 2. Spieltag \| \| 17. Juni 2000 um 20:45 Uhr in Charleroi (Stade du Pays de Charleroi) \| \| Zuschauer: 27.700 \| \| Schiedsrichter: Pierluigi Collina ( Italien) \| \| Spielbericht \|                                                                    | Deutschland |
| England                                                              | David Seaman – Gary Neville, Martin Keown, Sol Campbell, Phil Neville – David Beckham, Paul Ince, Paul Scholes (71. Nick Barmby), Dennis Wise – Alan Shearer , Michael Owen (61. Steven Gerrard) Cheftrainer: Kevin Keegan | Oliver Kahn – Markus Babbel, Lothar Matthäus, Jens Nowotny – Sebastian Deisler (72. Michael Ballack), Dietmar Hamann, Jens Jeremies (78. Marco Bode), Christian Ziege – Mehmet Scholl – Carsten Jancker, Ulf Kirsten (70. Paulo Rink) Teamchef: Erich Ribbeck | Deutschland |
| England                                                              | 1:0 Shearer (53.) | | Deutschland |
| England                                                              | Beckham | Jeremies | Deutschland |
| 2. Spieltag                                                          | | |             |
| 17. Juni 2000 um 20:45 Uhr in Charleroi (Stade du Pays de Charleroi) | | |             |
| Zuschauer: 27.700                                                    | | |             |
| Schiedsrichter: Pierluigi Collina ( Italien)                         | | |             |
| Spielbericht                                                         | | |             |

## England – Rumänien 2:3 (2:1)
| England                                                              | England | Rumänien | Rumänien |
| -------------------------------------------------------------------- | --- | --- | -------- |
| England                                                              | \| 3. Spieltag \| \| 20. Juni 2000 um 20:45 Uhr in Charleroi (Stade du Pays de Charleroi) \| \| Zuschauer: 27.000 \| \| Schiedsrichter: Urs Meier ( Schweiz) \| \| Spielbericht \|                                                              | \| 3. Spieltag \| \| 20. Juni 2000 um 20:45 Uhr in Charleroi (Stade du Pays de Charleroi) \| \| Zuschauer: 27.000 \| \| Schiedsrichter: Urs Meier ( Schweiz) \| \| Spielbericht \|                                                                        | Rumänien |
| England                                                              | Nigel Martyn – Gary Neville, Martin Keown, Sol Campbell, Phil Neville – David Beckham, Paul Ince, Paul Scholes (81. Gareth Southgate), Dennis Wise (75. Nick Barmby) – Alan Shearer , Michael Owen (66. Emile Heskey) Cheftrainer: Kevin Keegan | Bogdan Stelea – Cosmin Contra, Gheorghe Popescu , Iulian Filipescu, Cristian Chivu – Dan Petrescu, Constantin Gâlcă (68. Laurențiu Roșu), Dorinel Munteanu, Adrian Ilie (74. Ioan Viorel Ganea) – Viorel Moldovan, Adrian Mutu Cheftrainer: Emerich Jenei | Rumänien |
| England                                                              | 1:1 Shearer (41., FE), 2:1 Owen (45.) | 0:1 Chivu (22.) 2:2 Munteanu (48.) 2:3 Ganea (89., FE) | Rumänien |
| England                                                              | Shearer | Contra, Filipescu, Chivu, Petrescu (2./gesperrt), Ilie (2./gesperrt) | Rumänien |
| 3. Spieltag                                                          | | |          |
| 20. Juni 2000 um 20:45 Uhr in Charleroi (Stade du Pays de Charleroi) | | |          |
| Zuschauer: 27.000                                                    | | |          |
| Schiedsrichter: Urs Meier ( Schweiz)                                 | | |          |
| Spielbericht                                                         | | |          |

## Portugal – Deutschland 3:0 (1:0)
| Portugal                                          | Portugal | Deutschland | Deutschland |
| ------------------------------------------------- | --- | --- | ----------- |
| Portugal                                          | \| 3. Spieltag \| \| 20. Juni 2000 um 20:45 Uhr in Rotterdam (De Kuip) \| \| Zuschauer: 51.004 \| \| Schiedsrichter: Dick Jol ( Niederlande) \| \| Spielbericht \|                                                            | \| 3. Spieltag \| \| 20. Juni 2000 um 20:45 Uhr in Rotterdam (De Kuip) \| \| Zuschauer: 51.004 \| \| Schiedsrichter: Dick Jol ( Niederlande) \| \| Spielbericht \|                                                                                         | Deutschland |
| Portugal                                          | Pedro Espinha (90. Quim) – Beto, Jorge Costa, Fernando Couto , Rui Jorge – Sérgio Conceição, Costinha, Paulo Sousa (72. Luís Vidigal), Nuno Capucho – Pauleta (67. Nuno Gomes), Ricardo Sá Pinto Cheftrainer: Humberto Coelho | Oliver Kahn – Lothar Matthäus – Marko Rehmer, Thomas Linke, Jens Nowotny – Sebastian Deisler, Dietmar Hamann, Michael Ballack (46. Paulo Rink), Marco Bode – Mehmet Scholl (60. Thomas Häßler) – Carsten Jancker (69. Ulf Kirsten) Teamchef: Erich Ribbeck | Deutschland |
| Portugal                                          | 1:0 Conceição (35.) 2:0 Conceição (54.) 3:0 Conceição (71.) | | Deutschland |
| Portugal                                          | Beto | Deisler, Ballack, Jancker, Rink | Deutschland |
| 3. Spieltag                                       | | |             |
| 20. Juni 2000 um 20:45 Uhr in Rotterdam (De Kuip) | | |             |
| Zuschauer: 51.004                                 | | |             |
| Schiedsrichter: Dick Jol ( Niederlande)           | | |             |
| Spielbericht                                      | | |             |